# Château les Bruyères
Pour les articles homonymes, voir Bruyères (homonymie).
 (septembre 2024).
Si vous disposez d'ouvrages ou d'articles de référence ou si vous connaissez des sites web de qualité traitant du thème abordé ici, merci de compléter l'article en donnant les références utiles à sa vérifiabilité et en les liant à la section « Notes et références ».
Le château les Bruyères est un édifice situé à Cambremer dans le Pays d'Auge, en Normandie (région du nord de la France).

## Historique
C’est grâce à la présence d’une sablière sur laquelle est gravée « cette maison est faite par François Fosse en l’an 1284 » que l’on peut dater la plus ancienne habitation sise sur le site du Château les Bruyères.
Il s’agit d’un manoir à la toiture de tuiles plates et à la façade essentée d’ardoises au sud et à colombages au nord ; manoir qui fut remanié à plusieurs reprises au cours des siècles. La dernière intervention datant probablement du milieu de XVIIIe siècle ; l’escalier typique permettant de dater cette époque.
Le site présentait à cette époque l’architecture et la composition typique des manoirs normands, avec ses bâtiments disposés autour d’un espace central nommé l’enclos manorial. On garde encore de cette époque, outre le manoir, le romantique puits avec son mécanisme et sa toiture en tuile plate identique au manoir, ainsi qu’un magnifique pressoir à colombages de dimensions imposantes, où l’on peut encore voir les vestiges de la tour à piler, où les pommes tombant directement du grenier dans l’auge circulaire étaient broyées par la meule tirée par un cheval.
Il faut attendre le cadastre de 1811 pour voir apparaître quatre maisons à l’emplacement actuel des habitations et bâtiments entourant le château. Puis le château est mentionné sur le cadastre de 1817. Il semblerait donc qu’il fut édifié vers 1815, 1816. D’une architecture typique de la fin de l’époque napoléonienne, il présentait un élégant appareil de briques et de parement de pierre et d’enduit à la chaux qui encadrait baies et portes.
Cette propriété appartenait au début du XXe siècle à la famille Petit.
C’est à cette époque que l’on mentionne les séjours de Marcel Proust au Château. De 1904 à 1914, Marcel Proust vint en cure à Cabourg, généralement durant l’été d'août à septembre. Séjournant le plus souvent au Grand Hôtel de Cabourg, il aimait aussi se retirer dans les terres pour bénéficier de l’air de la campagne plus propice à son sommeil. C’est ainsi qu’il séjourna au château les Bruyères ; on trouve plusieurs mentions de Cambremer, et du site dans son roman À l'ombre des jeunes filles en fleurs.
Madame et Monsieur Chady-Bollack, parfumeurs parisiens acquirent l’ensemble vers 1925. Ils créèrent l’imposante allée bordée de hêtres et de châtaigniers qui mène aux marches d’honneur du château.
C’est à cette époque que le couple Émile Langlois & Marcelle Mansuis y séjourna. Lui célèbre écrivain parisien de l’entre-deux-guerres ; elle, secrétaire de Georges Clemenceau de 1920 à 1929, année de la mort du « Tigre ». Elle  recueillit nombre de souvenirs et de confidences de l’homme d’État, et laissa après sa mort un manuscrit inédit qui donna un éclairage particulier sur la dernière partie de la vie du « Tigre ».
En décembre 1996, le château est vendu à ses propriétaires actuels. Il est alors transformé pour accueillir des hôtes, ce qui nécessita de très importants travaux de rénovation dans le strict respect de l’architecture existante. Seuls les parements d’enduit à la chaux disparurent pour laisser apparaître l’appareillage de briques de la façade, la toiture fut refaite à l’identique, ainsi que les façades du manoir.
En 2004, le parc revu, a été complété par un verger domestique, un jardin potager, un jardin des plantes condimentaires et aromatiques, ainsi qu’une nouvelle pommeraie destinée à produire le cidre du château. 
Le porche d’honneur a été reconstruit, et une nouvelle grille a été installée pour compléter l’alignement de l’allée majestueuse qui mène devant le château.
Le petit haras qui occupe les bâtiments situés derrière le château, complète l’ensemble. Les chevaux « selle français » sont destinés à la compétition de saut d’obstacle.
Le château fait partie depuis 1997 de la chaîne des hôtels et châteaux indépendants.